# Rådmanby
Rådmanby är en småort i Rådmansö socken i Norrtälje kommun, Stockholms län. 